# 鲁西永平原
鲁西永平原（法語：Plaine du Roussillon，法語發音：[plɛn dy ʁusijɔ̃]）是法国奧克西塔尼大區东比利牛斯省的一个传统地区，位于萨朗克、里贝拉勒、阿斯普尔、阿尔贝尔山脉之间，南至朱红海岸，东临地中海。
鲁西永平原与鲁西永地区不同，后者地理面积更大，历史意味更多。